# Bertone Freeclimber 2
Bertone Freeclimber 2 – terenowy samochód osobowy produkowany przez koncern Bertone.
W 1994 roku na salonie motoryzacyjnym w Genewie zaprezentowano po raz pierwszy model Freeclimber 2, wtedy jeszcze nie przydatny do jazdy. Pełnosprawny model pojawił się pod koniec wiosny roku następnego. Choć wśród europejskich klientów rosło zainteresowanie wozami 4x4, tylko niewiele samochodów osobowych umożliwiało jazdę w ciężkich warunkach terenowych. Poszukiwano bardziej wygodnego samochodu do jazdy w trudnych warunkach miejskich, a do tego doskonale nadawał się właśnie Freeclimber 2. Długość samochodu skrócono do 3780 mm, natomiast wóz był szerszy, co dawało bardziej przestronne wnętrze i umożliwiało łatwiejsze parkowanie. Zamontowano nową pokrywa silnika, plastikowy zderzak i błotnik, oraz zachowano zespół Daihatsu z wyjątkiem silnika, który wymieniono na BMW.